# Wilhelm Pschorr
Wilhelm Pschorr (* 8. Mai 1883 in München; † 10. Februar 1958 ebenda) war ein deutscher Tierarzt und Ministerialbeamter.

## Werdegang
Pschorr kam als Sohn des Sattler- und Tapezierermeisters Clemens Pschorr in der Au zur Welt. Er legte das Abitur am Luitpoldgymnasium ab und studierte anschließend an der Tierärztlichen Hochschule München, die er 1905 mit der Approbation verließ. Während seines Studiums wurde er 1901 Mitglied der Burschenschaft Alemannia München. 1921 promovierte er an der Tierärztlichen Fakultät der Universität München.
1916 kam er als Veterinärassistent in das Bayerische Staatsministerium des Innern. 1921 war er Bezirkstierarzt in Traunstein, ab 1929 als Oberregierungsrat Veterinärreferent bei der Regierung in Regensburg und ab 1932 bei der Regierung von Oberbayern. Nach dem Ende des Zweiten Weltkriegs baute er als Ministerialrat im Innenministerium die Bayerische Veterinärverwaltung wieder auf. Er war Vorsitzender der Tierärztlichen Abteilung des Obermedizinalausschusses und der Prüfungskommission für den tierärztlichen Staatsdienst.
Ab 1937 nahm er einen Lehrauftrag für Staatstierheilkunde und Geschichte der Tierheilkunde an der Universität München wahr. 1948 wurde er zum Honorarprofessor ernannt.
Von 1946 war er Mitherausgeber der Tierärztlichen Umschau, von 1949 an auch der Veterinärmedizin.

## Ehrungen
- 1953: Verdienstkreuz (Steckkreuz) der Bundesrepublik Deutschland